# Oxana Anatoljewna Dorodnowa
Oksana Anatoljewna Dorodnowa (russisch Оксана Анатольевна Дороднова; * 14. April 1974 in Moskau) ist eine russische Ruderin, die viermal an Olympischen Spielen teilnahm.

## Sportliche Karriere
Die 1,78 m große Oksana Dorodnowa siegte 1992 im Doppelvierer bei den Junioren-Weltmeisterschaften. 1993 und 1994 belegte sie bei den Weltmeisterschaften in der Erwachsenenklasse jeweils den fünften Platz mit dem Doppelvierer. Bei den inoffiziellen U23-Weltmeisterschaften gewann sie 1995 die Bronzemedaille im Doppelvierer. Hingegen startete sie bei den Weltmeisterschaften 1995 im Doppelzweier, belegte aber nur den 13. Platz. Bei den Olympischen Spielen 1996 ruderte Dorodnowa wieder im Doppelvierer, der das B-Finale gewann und damit den siebten Platz belegte.
Nach einem vierten Platz bei den Weltmeisterschaften 1997 gewann der russische Doppelvierer mit Oksana Dorodnowa, Julija Lewina, Larissa Merk und Inna Moissejewa bei den Weltmeisterschaften 1998 in Köln die Silbermedaille hinter dem deutschen Boot. Im Jahr darauf siegte bei den Weltmeisterschaften 1999 erneut der deutsche Doppelvierer, hinter den Ukrainerinnen erhielten Oksana Dorodnowa, Julija Lewina, Larissa Merk und Olga Samulenkowa die Bronzemedaille. Bei den Olympischen Spielen 2000 in Sydney gewannen im Doppelvierer die Deutschen vor den Britinnen, Bronze ging an Dorodnowa, Irina Fedotowa, Lewina und Merk. 
Nach zwei Jahren Pause kehrte Dorodnowa 2003 in den Doppelvierer zurück. Bei den Weltmeisterschaften in Mailand belegte das Boot den achten Platz. Im Finale der Olympischen Regatta 2004 erreichten Julija Lewina, Larissa Merk, Anna Sergejewa und Oksana Dorodnowa als Fünfte das Ziel, nach der Dopingdisqualifikation der ursprünglich drittplatzierten Ukrainerinnen rückte der russische Doppelvierer auf den vierten Platz. 2005 trat der Doppelvierer mit Olga Samulenkowa, Oksana Dorodnowa, Larissa Merk und Irina Fedotowa an und gewann hinter den Britinnen und den Deutschen die Bronzemedaille. Bei den Weltmeisterschaften 2006 siegte der russische Doppelvierer in der gleichen Besetzung wie im Vorjahr. Der Titel wurde den Russinnen jedoch aberkannt, nachdem Olga Samulenkowa des Dopings überführt wurde. Nach einem zehnten Platz bei den Weltmeisterschaften 2007 und dem siebten Platz bei den Olympischen Spielen 2008 gewann Dorodnowa zum Abschluss ihrer Karriere mit dem russischen Doppelvierer die Silbermedaille bei den Europameisterschaften 2008.